# Немча
Нѐмча (на полски: Niemcza; на немски: Nimptsch) е град в Югозападна Полша, разположен в Джержоньовски окръг, Долносилезко войводство. Административен център е на градско-селската Немчанска община. Заема площ от 19,81 км2.

## География
Градът се намира в историческата област Долна Силезия. Разположен е на 39 километра северно от Клодзко, на 40 километра южно от Вроцлав и на 16 километра източно от окръжния център Джержоньов.

## История
Първото споменаване на селището в писмен източник датира от 990 г. През 1282 г. получава градски права от княз Хенрик IV Прави.
В периода (1975 - 1998) е част от Валбжихското войводство.

## Население
Населението на града възлиза на 3085 души (2011 г.). Гъстотата е 155,73 души/км2.

## Градове партньори
- Гладенбах, Германия
- Letohrad, Чехия
- Monteux, Франция